# Performance at the Sony Party
Performance at the Sony Party es una presentación que fue grabada y difundida del dueto conformado por los músicos del género electrónico Martyn Ware y Vince Clarke. Esto forma parte de su proyecto común Illustrious Company.
Fue meramente un experimento de los músicos, de tan sólo cuatro temas sin fines comerciales.

## Listado de canciones
1. Ballet
2. Cathy
3. Game of Their Lives
4. Sony PS